# فرانک استگلیچ
فرانک استگلیچ (انگلیسی: Frank Steglich؛ زادهٔ ۱۴ مارس ۱۹۴۱) فیزیک‌دان، و استاد دانشگاه اهل آلمان است.

## زندگی
وی در دانشگاه مونستر و دانشگاه گوتینگن در رشته فیزیک فارغ‌التحصیل شد. در سال ۱۹۸۶ موفق شد جایزه گوتفرید ویلهلم لایب نیتس را دریافت کند. وی مدیر مؤسس فیزیک شیمیایی جامدات ماکس پلانک در درسدن، آلمان است